# Luis Molina García
Luis Molina García (Madrid, 3 de enero del 2000) es un futbolista español que juega como delantero centro en la AD Unión Adarve de la Segunda Federación.

## Trayectoria
Madrileño, da sus primeros pasos en el fútbol en las canteras del Alcobendas CF, con el que llegó a debutar en el primer equipo, y Rayo Vallecano, club por el que firma en 2018 para jugar en su primer equipo juvenil. Tras una temporada, firma por el DAV Santa Ana para jugar en la extinta Tercera División en calidad de cedido por el Rayo. Al regreso de su cesión sufre una importante lesión, que si bien le permite jugar y despuntar en la segunda vuelta de la competición, le deja con solo 16 partidos disputados y sin renovar.
Para la campaña 2021-22 firma por la AD Alcorcón para jugar en su filial en la nueva Tercera División RFEF, convirtiéndose en un importante futbolista del equipo e incluso logrando el ascenso a Segunda División RFEF, pero no renovaría su contrato y queda libre al término de este. Logró debutar con el primer equipo el 30 de noviembre de 2021 al jugar toda la primera mitad en una victoria por 0-1 frente al CD Teruel en Copa del Rey.
El 16 de julio de 2022 se oficializa su incorporación a la AD Unión Adarve de la Segunda Federación española.

## Clubes
Actualizado al último partido disputado el 21 de mayo de 2022.
| Club               | País   | Año        | Partidos | Goles |
| ------------------ | ------ | ---------- | -------- | ----- |
| Alcobendas CF      | España | 2018       | 7        | 1     |
| DAV Santa Ana      | España | 2019-2020  | 19       | 8     |
| Rayo Vallecano "B" | España | 2020-2021  | 17       | 9     |
| AD Alcorcón "B"    | España | 2021-2022  | 38       | 7     |
| AD Alcorcón        | España | 2021-2022  | 1        | 0     |
| AD Unión Adarve    | España | 2022-2023. | 16       | 1     |
| CD Leganés         | España | 2023-2023. | 13       | 0     |
| CD Azuqueca        | España | 2023-act.  | 19       | 5     |